# 云南铁杉
云南铁杉（学名：Tsuga dumosa）为松科铁杉属下的一个种，分布于尼泊尔、印度、不丹、缅甸、越南，以及中国西藏地区。云南铁杉在其原产地常被用于建筑和家具制作。1838年，云南铁杉被引入英国，此后成为欧洲和北美地区的一种观赏树种。

## 特点
云南铁杉通常高约20-25米，部分树木可达40米。树干直径通常为40-50厘米，部分可达100厘米。幼树树冠呈卵形，形状近似下垂灌木。成年树通常会从一道两股弯曲树干中延申出多根树茎，人工培育下此种形态更为常见。成熟后的树体树冠宽广，呈不规则的开放锥体。树皮与老年落叶松近似，呈桃色或灰棕色，并覆盖着宽且浅的脊状条纹。树枝倾斜或水平，幼枝在第一年生长时为红棕色或灰黄色，并覆盖有绒毛，两到三年的树枝为灰棕色或深灰色。木材为棕黄色，结构良好，纹路笔直。

## 扩展阅读
- 維基物種上的相關：云南铁杉